# 浙江人民出版社
浙江人民出版社，是一家中华人民共和国出版社，位于浙江省杭州市体育场路347号。现隶属于浙江出版联合集团。

## 沿革
1951年4月13日，浙江人民出版社成立，社址初在杭州市竹竿巷77号，与浙江省新闻出版处合署办公。1952年7月，浙江人民出版社又与《农民大众报》合署办公，分设报纸编辑部和图书编辑部。1952年7月，浙江人民出版社迁至武林路万石里1号。1954年12月，《农民大众报》停办，报社人员进入浙江人民出版社。1957年9月，浙江省文学艺术界联合会属下的东海文艺出版社并入浙江人民出版社。1958年，浙江人民出版社迁至武林路196号。1966年文化大革命开始后，大部分人下放工厂，出版工作基本停顿。1980年起，实行出版社体制改革，在加强浙江人民出版社的同时，以该社相关的编辑室为基础，先后成立了浙江人民美术出版社、浙江科学技术出版社、浙江文艺出版社、浙江少年儿童出版社、浙江教育出版社、浙江古籍出版社、浙江摄影出版社等专业出版社。1991年，浙江人民出版社迁至体育场路347号。
浙江人民出版社主要出版哲学、政治、法律、经济、历史等研究著作。其负责出版《青年经济学者丛书》系列、《中国现实经济研究丛书》系列、《中国乡镇企业家丛书》系列、《浙江经济年鉴》系列等。

## 外部連結
- 官方网站